# Кити Хок (Северна Каролина)
Кити Хок (енгл. Kitty Hawk) град је у америчкој савезној држави Северна Каролина.

## Демографија
По попису из 2010. године број становника је 3.272, што је 281 (9,4%) становника више него 2000. године.
| Група             | 2000.         | 2010.         |
| Белци             | 2.916 (97,5%) | 3.078 (94,1%) |
| Афроамериканци    | 19 (0,6%)     | 35 (1,1%)     |
| Азијати           | 8 (0,3%)      | 27 (0,8%)     |
| Хиспаноамериканци | 28 (0,9%)     | 96 (2,9%)     |
| Укупно            | 2.991         | 3.272         |